# Saint-Étienne-du-Bois (Vendée)
Pour les articles homonymes, voir Saint-Étienne-du-Bois.
Saint-Étienne-du-Bois est une commune française située dans le département de la Vendée, en région Pays de la Loire.

## Géographie
Le territoire municipal de Saint-Étienne-du-Bois s'étend sur 2 963 hectares. L'altitude moyenne de la commune est de 49 mètres, avec des niveaux fluctuant entre 17 et 64 mètres,.
Saint-Étienne-du-Bois est située dans la partie nord-ouest du département de la Vendée, à 5 km de la Loire-Atlantique, à 7 km au sud de Legé, à 48 km au sud de Nantes, à 25 km à l'est de Challans, à 25 km au nord-ouest de la Roche-sur-Yon et à 38 km au sud-ouest de Montaigu.
Communes limitrophes 
Grandes villes proches :

### Climat
Pour des articles plus généraux, voir Climat des Pays de la Loire et Climat de la Vendée.
En 2010, le climat de la commune est de type climat océanique franc, selon une étude du CNRS s'appuyant sur une série de données couvrant la période 1971-2000. En 2020, Météo-France publie une typologie des climats de la France métropolitaine dans laquelle la commune est exposée à un climat océanique et est dans la région climatique  Bretagne orientale et méridionale, Pays nantais, Vendée, caractérisée par une faible pluviométrie en été et une bonne insolation. 
Pour la période 1971-2000, la température annuelle moyenne est de 12,1 °C, avec une amplitude thermique annuelle de 13,8 °C. Le cumul annuel moyen de précipitations est de 830 mm, avec 12,5 jours de précipitations en janvier et 6,5 jours en juillet. Pour la période 1991-2020, la température moyenne annuelle observée sur la station météorologique de Météo-France la plus proche, sur la commune de Palluau à 3 km à vol d'oiseau, est de 12,6 °C et le cumul annuel moyen de précipitations est de 928,6 mm,. Pour l'avenir, les paramètres climatiques de la commune estimés pour 2050 selon différents scénarios d'émission de gaz à effet de serre sont consultables sur un site dédié publié par Météo-France en novembre 2022.
| Mois                                  | jan.             | fév.             | mars           | avril         | mai             | juin          | jui.          | août           | sep.          | oct.            | nov.            | déc.            | année      |
| ------------------------------------- | ---------------- | ---------------- | -------------- | ------------- | --------------- | ------------- | ------------- | -------------- | ------------- | --------------- | --------------- | --------------- | ---------- |
| Température minimale moyenne (°C)     | 3,1              | 2,6              | 4,2            | 5,6           | 9               | 11,8          | 13,4          | 13,3           | 10,9          | 9,3             | 5,8             | 3,5             | 7,7        |
| Température moyenne (°C)              | 6,3              | 6,6              | 8,9            | 11            | 14,5            | 17,7          | 19,7          | 19,7           | 17            | 13,6            | 9,4             | 6,8             | 12,6       |
| Température maximale moyenne (°C)     | 9,5              | 10,6             | 13,7           | 16,5          | 20,1            | 23,7          | 25,9          | 26,2           | 23            | 18              | 13,1            | 10              | 17,5       |
| Record de froid (°C) date du record   | −10,6 02.01.1997 | −10,4 08.02.1991 | −10,2 01.03.05 | −4 07.04.08   | −1,9 14.05.1995 | 3,3 01.06.06  | 6,3 10.07.04  | 5,2 28.08.1998 | 1,4 26.09.10  | −3,3 30.10.1997 | −7,5 21.11.1993 | −9,6 31.12.1996 | −10,6 1997 |
| Record de chaleur (°C) date du record | 17 27.01.03      | 22,7 27.02.19    | 24,4 19.03.05  | 29 30.04.1994 | 32,4 26.05.17   | 39,3 27.06.19 | 41,7 18.07.22 | 40,4 09.08.03  | 34,7 09.09.23 | 32,1 08.10.23   | 21,1 08.11.15   | 17,8 07.12.00   | 41,7 2022  |
| Précipitations (mm)                   | 100,4            | 79,5             | 67,3           | 68,8          | 66              | 49,1          | 47,1          | 54,9           | 69,2          | 100,6           | 113,5           | 112,2           | 928,6      |

## Urbanisme

### Typologie
Au 1er janvier 2024, Saint-Étienne-du-Bois est catégorisée bourg rural, selon la nouvelle grille communale de densité à sept niveaux définie par l'Insee en 2022.
Elle est située hors unité urbaine et hors attraction des villes,.

### Occupation des sols
L'occupation des sols de la commune, telle qu'elle ressort de la base de données européenne d’occupation biophysique des sols Corine Land Cover (CLC), est marquée par l'importance des territoires agricoles (95,9 % en 2018), en diminution par rapport à 1990 (96,9 %). La répartition détaillée en 2018 est la suivante : 
terres arables (57,9 %), zones agricoles hétérogènes (21 %), prairies (17 %), zones urbanisées (3 %), forêts (1,2 %). L'évolution de l’occupation des sols de la commune et de ses infrastructures peut être observée sur les différentes représentations cartographiques du territoire : la carte de Cassini (XVIIIe siècle), la carte d'état-major (1820-1866) et les cartes ou photos aériennes de l'IGN pour la période actuelle (1950 à aujourd'hui).

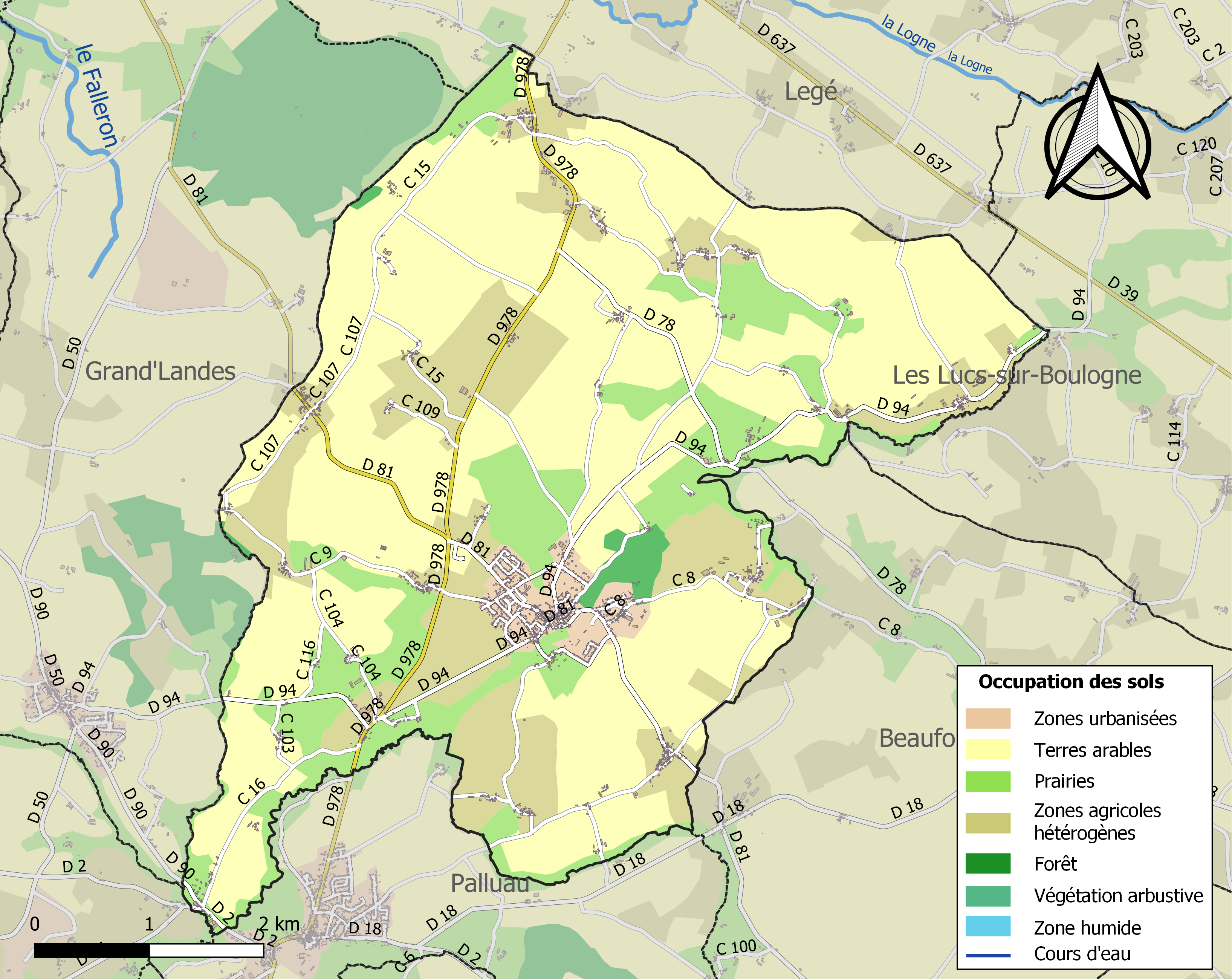
Carte des infrastructures et de l'occupation des sols de la commune en 2018 (CLC).

## Histoire
Cette paroisse faisait partie sous l'Ancien Régime des marches brito-poitevines, constituées au XVe siècle entre la Bretagne et le Poitou et qui ont conservé un particularisme fiscal jusqu'en 1789. Elle dépendait comme aujourd'hui, du diocèse de Luçon.
La 9e Colonne Infernale, le 1er mars 1794, assassine 66 personnes à Saint-Étienne-du-Bois (sources wikipédia Colonnes Infernales).

## Héraldique
| Blason | Blasonnement : D'azur à la barre d'or, chargée en chef d'un double cœur vidé, couronné et croiseté de gueules posé à plomb, en pointe de deux palmes de sinople passées en sautoir et en abîme de deux lettres S et E capitales aussi de gueules posées à plomb et rangées en fasce, accompagnée en chef d'une grappe de raisin aussi d'or, feuillée aussi de sinople et en pointe de deux feuilles de chêne du même posées en barre et englantées de deux pièces d'or. |

## Politique et administration

### Liste des maires
| Période                                  | Période           | Identité          | Étiquette     | Qualité |
| ---------------------------------------- | ----------------- | ----------------- | ------------- | --- |
| 1926                                     | mars 1952 (décès) | Lucien Valéry     | PDP puis MRP  | Avocat Conseiller général du canton de Palluau (1928 → 1940 puis 1945 → 1952)                                                                                    |
| 1952                                     | mars 1977         | André Loué        |               | |
| mars 1977                                | 1991 (démission)  | René Grelier      |               | Producteur de tabac |
| 6 mars 1991                              | 28 mars 2014      | Gilles Douillard, | DVD puis CPNT | Responsable d’agence bancaire Conseiller régional des Pays de la Loire (1998 → 2004) Vice-président du district de Palluau [Quand ?] Réélu en 1995, 2001 et 2008 |
| 30 mars 2014                             | en cours          | Guy Airiau        | DVD           | Agriculteur 3e vice-président de la CC de Vie-et-Boulogne (2017 → ) Réélu pour le mandat 2020-2026                                                               |
| Les données manquantes sont à compléter. |                   |                   |               | |

## Population et société

### Démographie

#### Évolution démographique
L'évolution du nombre d'habitants est connue à travers les recensements de la population effectués dans la commune depuis 1793. Pour les communes de moins de 10 000 habitants, une enquête de recensement portant sur toute la population est réalisée tous les cinq ans, les populations de référence des années intermédiaires étant quant à elles estimées par interpolation ou extrapolation. Pour la commune, le premier recensement exhaustif entrant dans le cadre du nouveau dispositif a été réalisé en 2007.

En 2022, la commune comptait 2 251 habitants, en évolution de +7,09 % par rapport à 2016 (Vendée : +5,33 %, France hors Mayotte : +2,11 %).
| 1793  | 1800  | 1806  | 1821  | 1831  | 1836  | 1841  | 1846  | 1851  |
| ----- | ----- | ----- | ----- | ----- | ----- | ----- | ----- | ----- |
| 1 500 | 1 919 | 2 173 | 1 944 | 1 961 | 2 882 | 2 787 | 2 880 | 2 847 |

| 1856  | 1861  | 1866  | 1872  | 1876  | 1881  | 1886  | 1891  | 1896  |
| ----- | ----- | ----- | ----- | ----- | ----- | ----- | ----- | ----- |
| 2 696 | 2 582 | 2 701 | 2 539 | 2 494 | 2 476 | 2 579 | 2 513 | 2 484 |

| 1901  | 1906  | 1911  | 1921  | 1926  | 1931  | 1936  | 1946  | 1954  |
| ----- | ----- | ----- | ----- | ----- | ----- | ----- | ----- | ----- |
| 2 567 | 2 517 | 2 360 | 2 012 | 1 979 | 1 918 | 1 853 | 1 692 | 1 648 |

| 1962  | 1968  | 1975  | 1982  | 1990  | 1999  | 2006  | 2007  | 2012  |
| ----- | ----- | ----- | ----- | ----- | ----- | ----- | ----- | ----- |
| 1 679 | 1 686 | 1 494 | 1 478 | 1 416 | 1 451 | 1 640 | 1 666 | 2 028 |

| 2017  | 2022  | - | - | - | - | - | - | - |
| ----- | ----- | - | - | - | - | - | - | - |
| 2 101 | 2 251 | - | - | - | - | - | - | - |

#### Pyramide des âges
En 2018, le taux de personnes d'un âge inférieur à 30 ans s'élève à 36,0 %, soit au-dessus de la moyenne départementale (31,6 %). À l'inverse, le taux de personnes d'âge supérieur à 60 ans est de 23,6 % la même année, alors qu'il est de 31,0 % au niveau départemental.
En 2018, la commune comptait 1 056 hommes pour 1 062 femmes, soit un taux de 50,14 % de femmes, légèrement inférieur au taux départemental (51,16 %).
Les pyramides des âges de la commune et du département s'établissent comme suit.
| Hommes | Classe d’âge | Femmes |
| ------ | ------------ | ------ |
| 1,3    | 90 ou +      | 3,9    |
| 6,4    | 75-89 ans    | 10,3   |
| 13,6   | 60-74 ans    | 11,7   |
| 18,1   | 45-59 ans    | 17,1   |
| 23,8   | 30-44 ans    | 22,0   |
| 12,6   | 15-29 ans    | 12,1   |
| 24,3   | 0-14 ans     | 22,9   |

| Hommes | Classe d’âge | Femmes |
| ------ | ------------ | ------ |
| 0,8    | 90 ou +      | 2,2    |
| 8,7    | 75-89 ans    | 11,1   |
| 20,3   | 60-74 ans    | 21,3   |
| 20     | 45-59 ans    | 19,4   |
| 17,5   | 30-44 ans    | 16,8   |
| 15     | 15-29 ans    | 13,2   |
| 17,7   | 0-14 ans     | 16,1   |

## Lieux et monuments
- Église Saint-Étienne.

### Chapelle de la Tulévrière

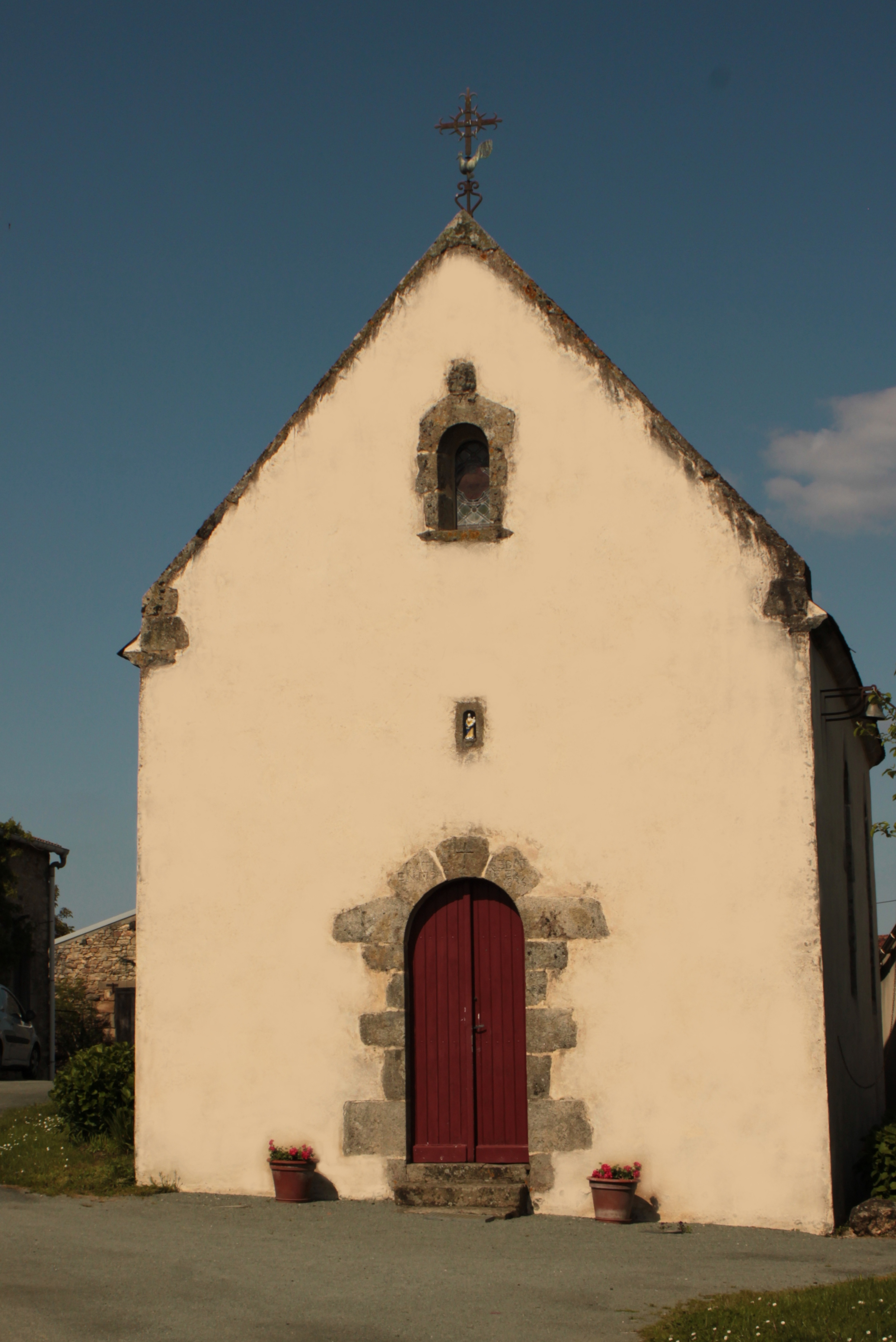
La façade de la chapelle.

Dans le hameau de la Tulévrière, se dresse une petite chapelle, seul monument catholique érigé au cours des guerres de Vendée.
Elle est érigée par les habitants du lieu-dit, à la demande du prêtre Alexandre Ténèbre, prêtre réfractaire, en 1794 qui lui donne le nom de « Notre-Dame des martyrs du Bas-Poitou ».
Inaugurée le 29 décembre 1794, elle avait vocation à remercier la Vierge de la protection apportée au hameau lors du passage des colonnes infernales en mars de la même année.
Rebâtie en 1835 (inscription sur le linteau extérieur), elle est agrémentée de vitraux, pour l'occasion. Les hermines, sur le dallage en damier rouge et blanc du chœur (1892), affirment l'appartenance de Saint-Étienne-des-Bois à la Bretagne historique.
Différents objets sont exposés au sein de la chapelle et dans deux vitrines blindées et tempérées. Certains sont classés et d'autres inscrits MH :
- la girouette, XVIIIe siècle, composée d'un coq en bronze et d'une croix en fer forgé ; classée monument historique depuis 1979 ;
- tableau de l'Éducation de la Vierge, inspiré de Nicolas Poussin, 1659, provenant de l'ancienne église ; inscrit à l'inventaire supplémentaire des monuments historiques en 1994 ;

Dans la vitrine de droite, objets appelés Trésors :
- statuette d'ange en bois polychrome, XVIIe siècle, provenant de l'ancien retable ; inscrite à l'inventaire supplémentaire des monuments historiques en 1993 ;
- calice, en argent, XIXe siècle, avec le poinçon de l'orfèvre Margueritte Hoguet et inscription « Le 19 mai 1836, j'ai été donné par Mr P.J. Bouanchaud, desservant de Saint-Étienne-des-Bois, chanoine honoraire de la cathédrale de Luçon, à la chapelle de la Tuluevrière , si je lui deviens inutile, je retournerai à l'église de la paroisse. » ; inscrit à l'inventaire supplémentaire des monuments historiques en 1993 ;
- patène en argent, même orfèvre que le calice ; inscrit à l'inventaire supplémentaire des monuments historiques en 1993 ;
- croix reliquaire de la Vraie Croix, en ébène et argent, contenant un fragment de la croix et un de la Couronne d'épines, 1833 ; classée monument historique en 1975 ;
- ciboire, XVIIe siècle (estimé : 1680) ; classé monument historique en 1982 ;
- ornement liturgique (chasuble, étole, manipule, sans voile de calice ni parement d'autel), en soie verte, très simple, de l'abbé Ténèbre ; inscrit à l'inventaire supplémentaire des monuments historiques en 1978.

Dans la vitrine de gauche, objets aussi appelés Trésors :
- ornement liturgique (chasuble, étole, manipule, sans bourse de corporal ni voile de calice), très coloré, à motifs colorés sur fond ivoire, XIXe siècle ; inscrits à l'inventaire supplémentaire des monuments historiques en 1978 ;
- ostensoir, fait par Bertrand Parraud, en 1833 ; inscrit à l'inventaire supplémentaire des monuments historiques en 1993 ;
- ciboire, en argent doré, par B. Parraud, XIXe siècle ; inscrit à l'inventaire supplémentaire des monuments historiques en 1993 ;
- deux ciboires des malades (servaient aux viatiques portés à domicile), en argent, XIXe siècle ; inscrits à l'inventaire supplémentaire des monuments historiques en 1993 ;
- croix d'autel, en bronze ; non inscrite.

L'intérieur
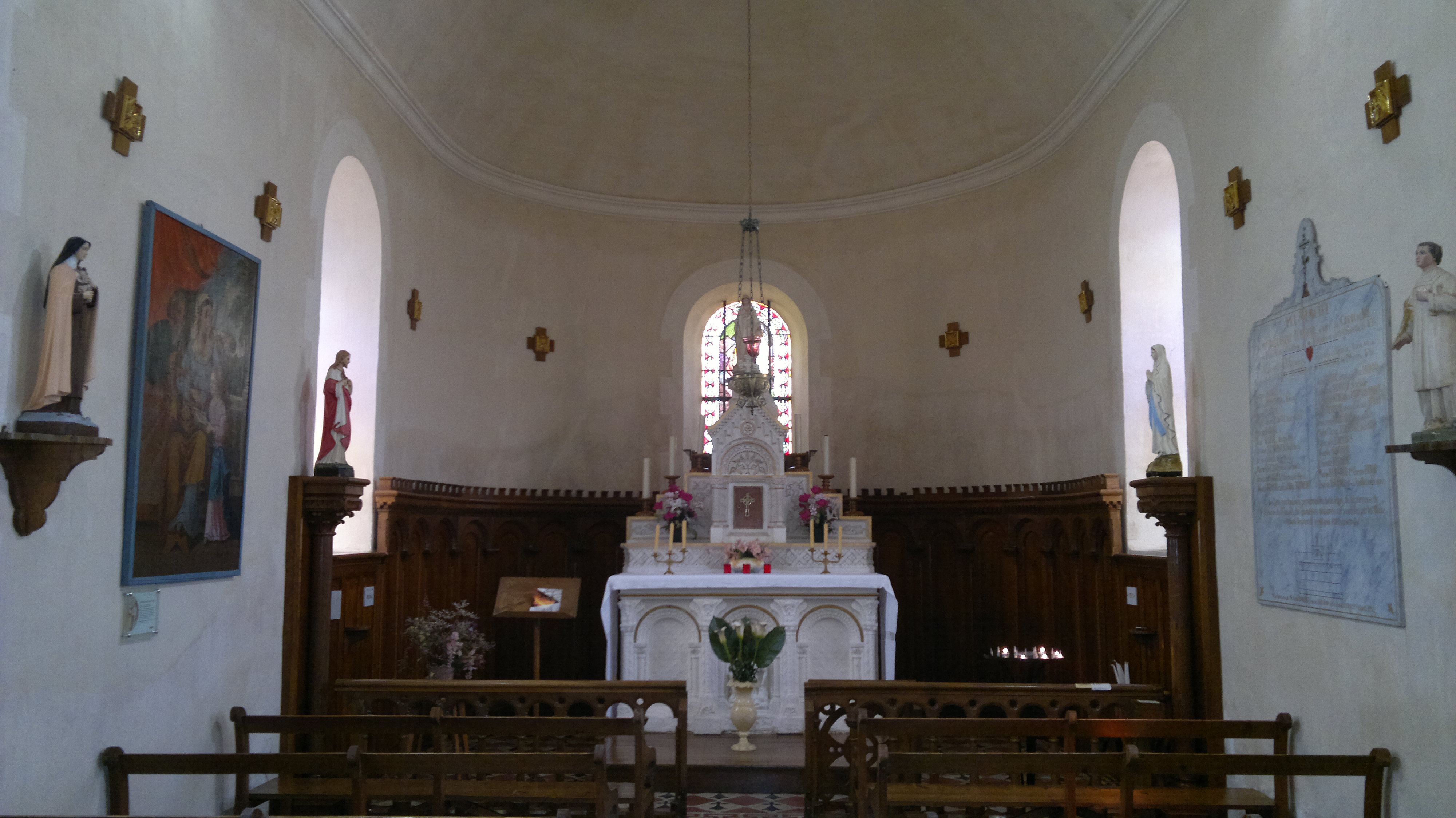
La nef et l'autel.
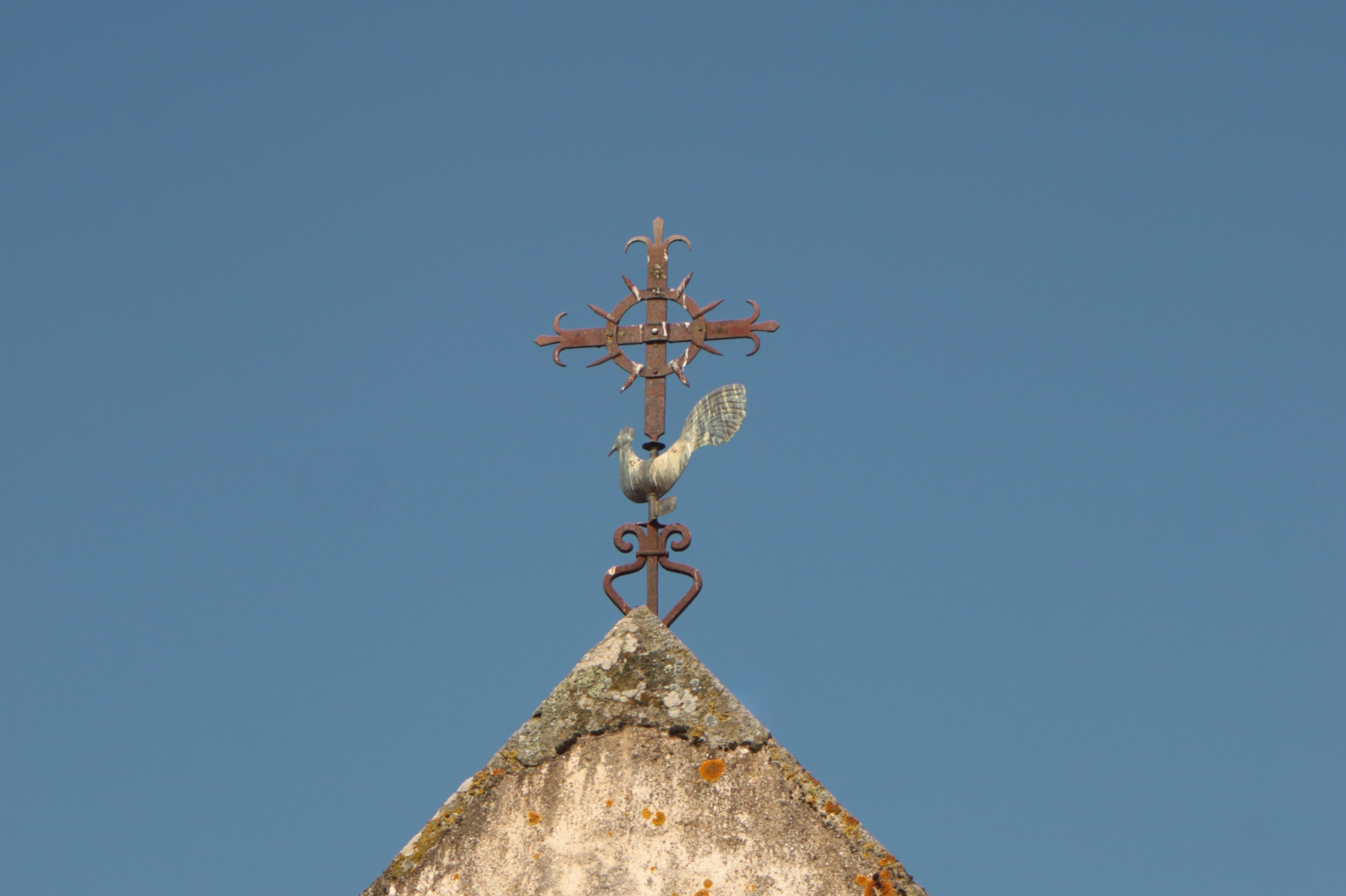
La girouette, classée MH.
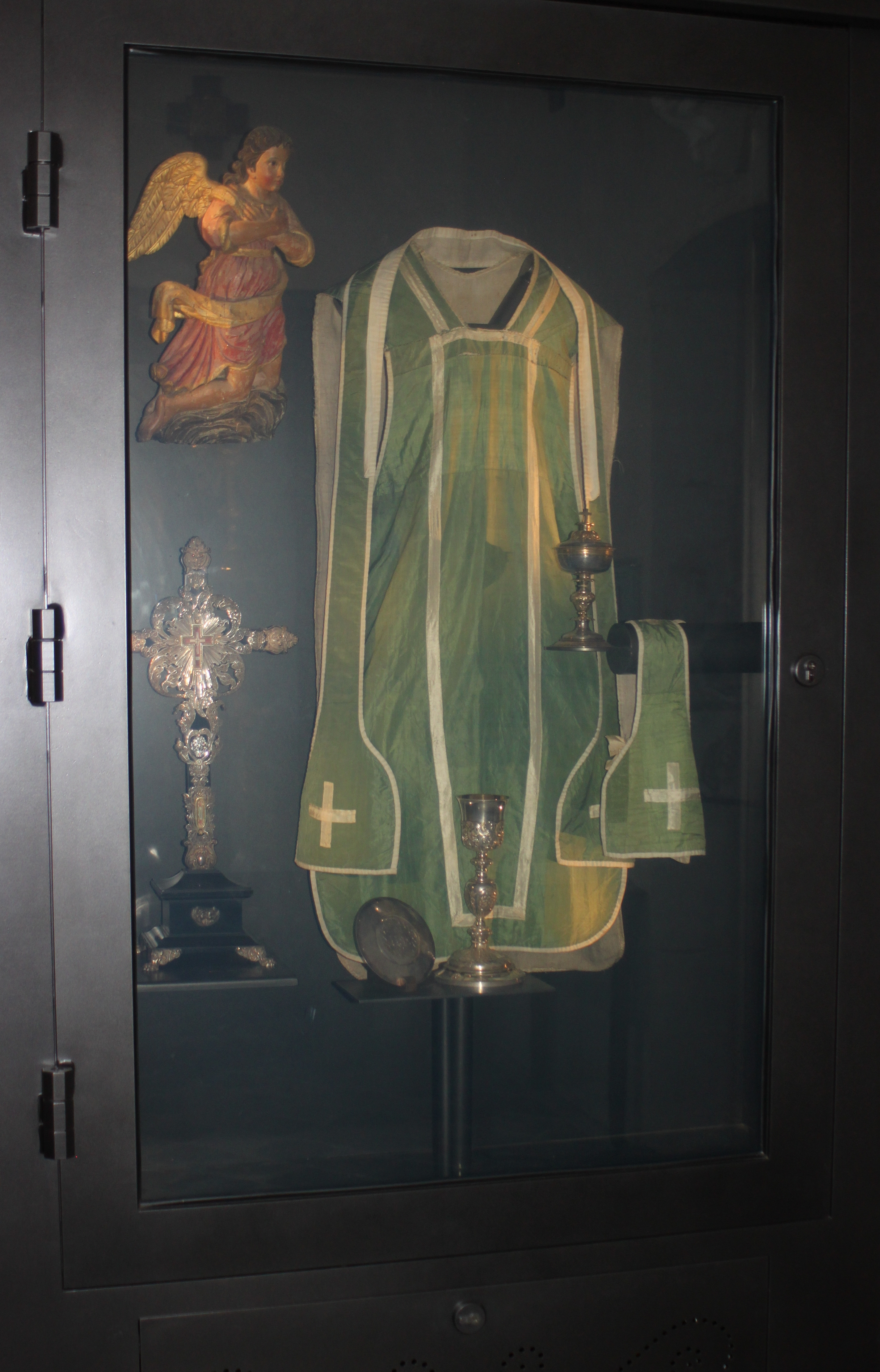
La vitrine de droite.
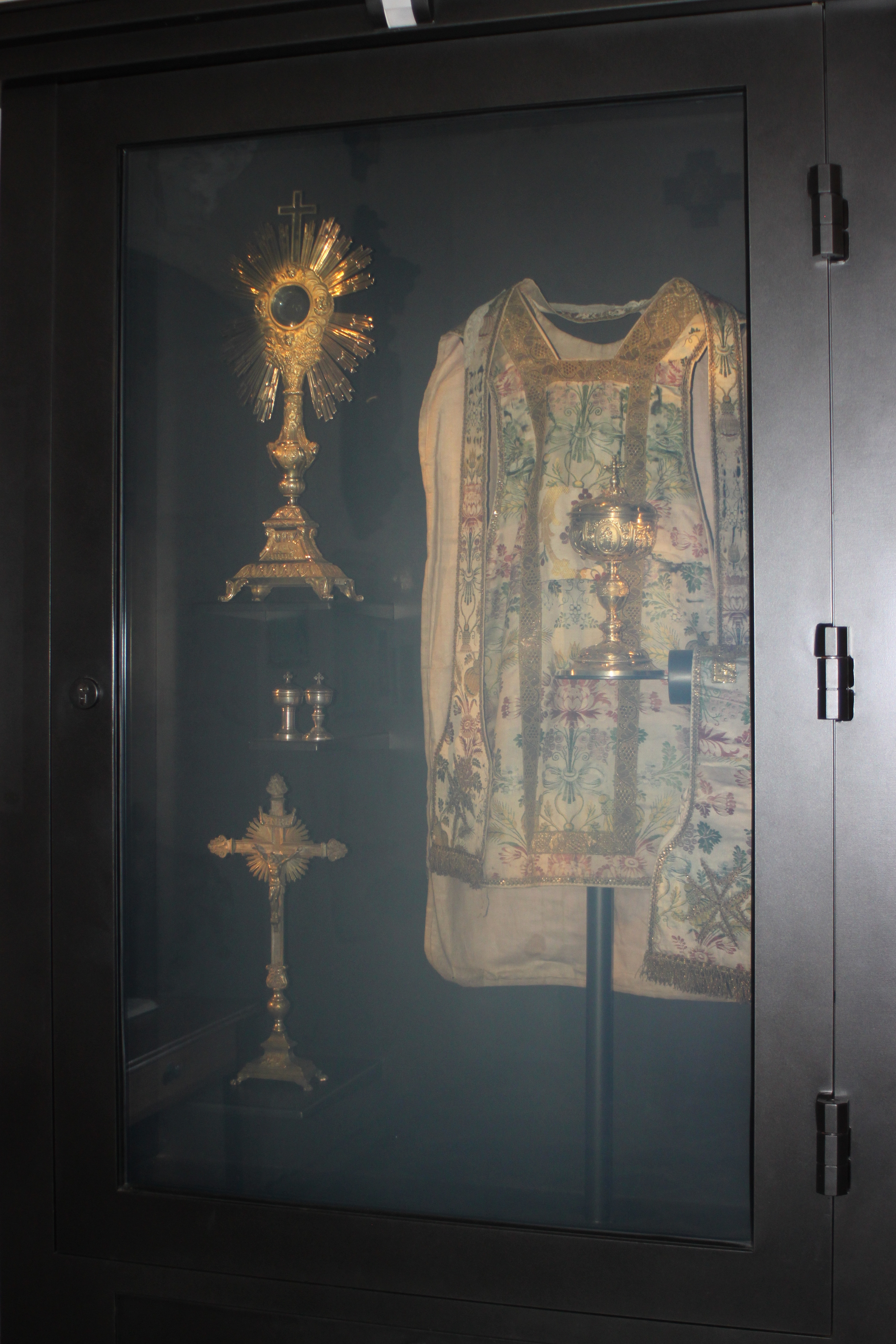
La vitrine de gauche.

## Personnalités liées à la commune
- L'abbé Ténèbre.
- Jean-René-François-Nicolas Savin (né en 1765 à Saint-Étienne-du-Bois et décédé à Montaigu en 1796), chef de division dans l'Armée catholique.
- Lucien Valery, (né en 1891 à Limoges et décédé à Saint-Étienne-du-Bois en 1952), avocat, docteur en droit, croix de guerre 14-18, officier de la légion d'honneur, maire de Saint-Étienne-du-Bois de 1926 à 1952, conseiller général du canton de Palluau[25], vice président du conseil général de la Vendée, vice président de l'Union des anciens combattants (UNC)[26].

## Identité visuelle
La commune se dote d’un logotype lors d’un conseil municipal le 7 septembre 2015.